# Моргантаун (Кентуккі)
Моргантаун (англ. Morgantown) — місто (англ. city) в США, в окрузі Батлер штату Кентуккі. Населення — 2505 осіб (2020).

## Географія
Моргантаун розташований за координатами 37°13′25″ пн. ш. 86°41′38″ зх. д. / 37.22361° пн. ш. 86.69389° зх. д. (37.223504, -86.693836).  За даними Бюро перепису населення США в 2010 році місто мало площу 6,31 км², з яких 6,28 км² — суходіл та 0,03 км² — водойми. В 2017 році площа становила 8,69 км², з яких 8,62 км² — суходіл та 0,07 км² — водойми.

## Демографія
Згідно з переписом 2010 року, у місті мешкали 2394 особи в 1004 домогосподарствах у складі 557 родин. Густота населення становила 379 осіб/км².  Було 1113 помешкання (176/км²).
Расовий склад населення:
| - 91,6 % — білих - 0,6 % — корінних американців - 0,6 % — чорних або афроамериканців - 0,3 % — азіатів - 5,8 % — осіб інших рас |

До двох чи більше рас належало 1,0 %. Частка іспаномовних становила 9,5 % від усіх жителів.
За віковим діапазоном населення розподілялося таким чином: 21,4 % — особи молодші 18 років, 58,3 % — особи у віці 18—64 років, 20,3 % — особи у віці 65 років та старші. Медіана віку мешканця становила 38,5 року. На 100 осіб жіночої статі у місті припадало 88,1 чоловіків;  на 100 жінок у віці від 18 років та старших — 86,1 чоловіків також старших 18 років.
Середній дохід на одне домашнє господарство  становив 26 364 долари США (медіана — 14 254), а середній дохід на одну сім'ю — 35 086 доларів (медіана — 20 588). Медіана доходів становила 28 125 доларів для чоловіків та 20 781 долар для жінок. За межею бідності перебувало 57,5 % осіб, у тому числі 80,5 % дітей у віці до 18 років та 28,8 % осіб у віці 65 років та старших.
Цивільне працевлаштоване населення становило 605 осіб. Основні галузі зайнятості: виробництво — 26,6 %, освіта, охорона здоров'я та соціальна допомога — 21,8 %, будівництво — 11,1 %, науковці, спеціалісти, менеджери — 9,3 %.